# Carabus arcensis
Carabus arcensis là một loài bọ cánh cứng thuộc họ Carabidae.

Carabus arcensis shown on an Chủ Đức Tem thư.

## Hình ảnh

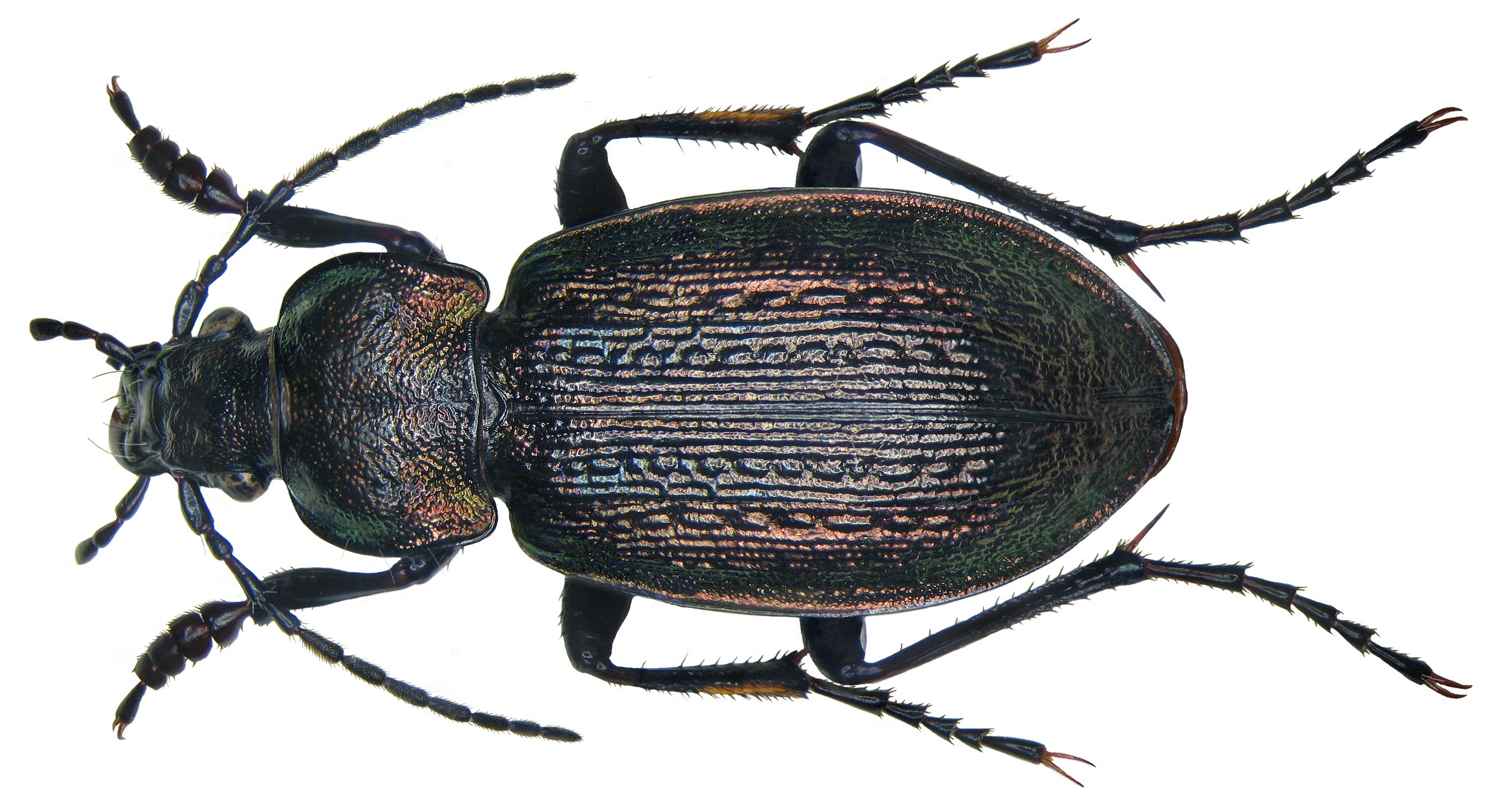
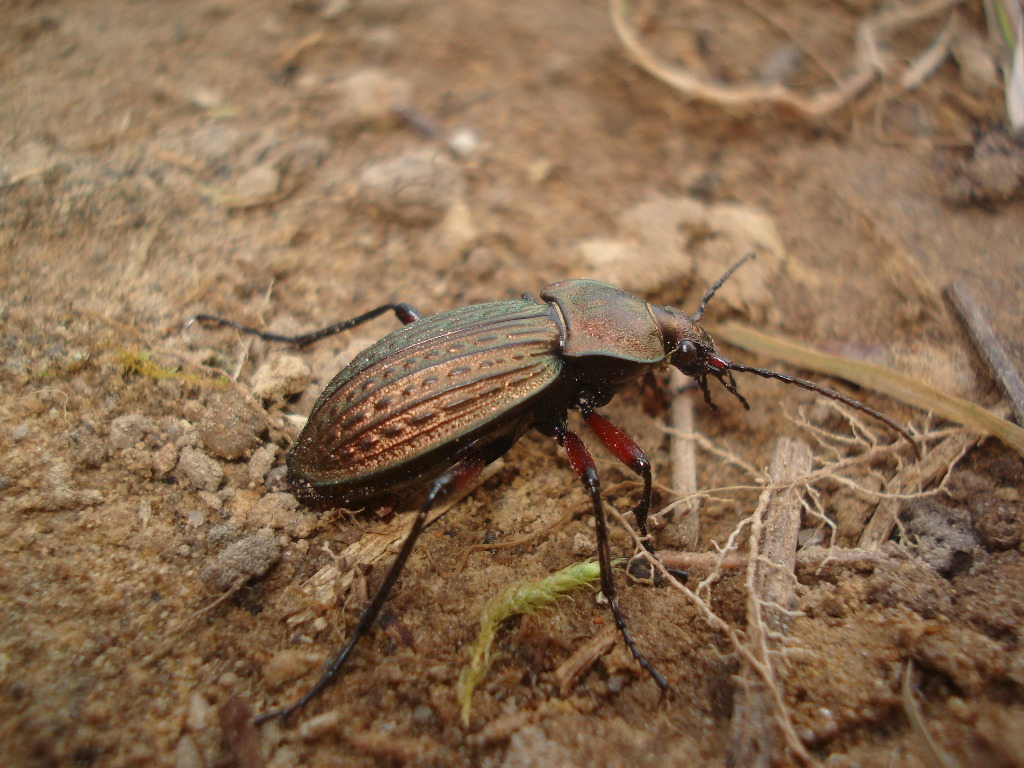
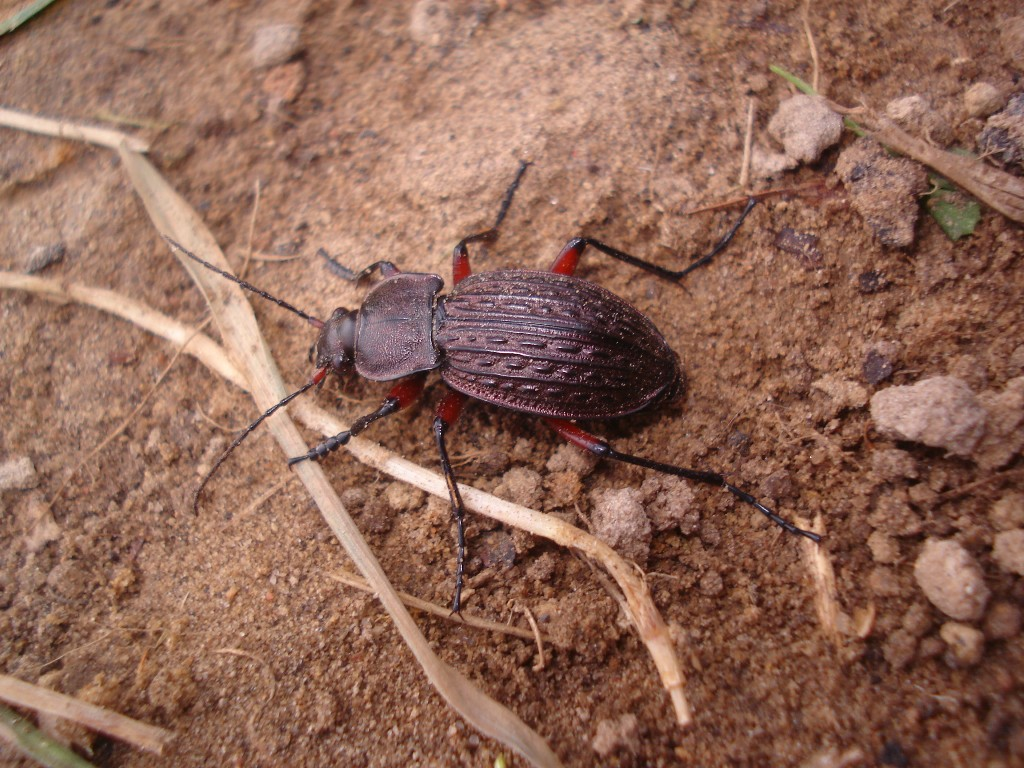
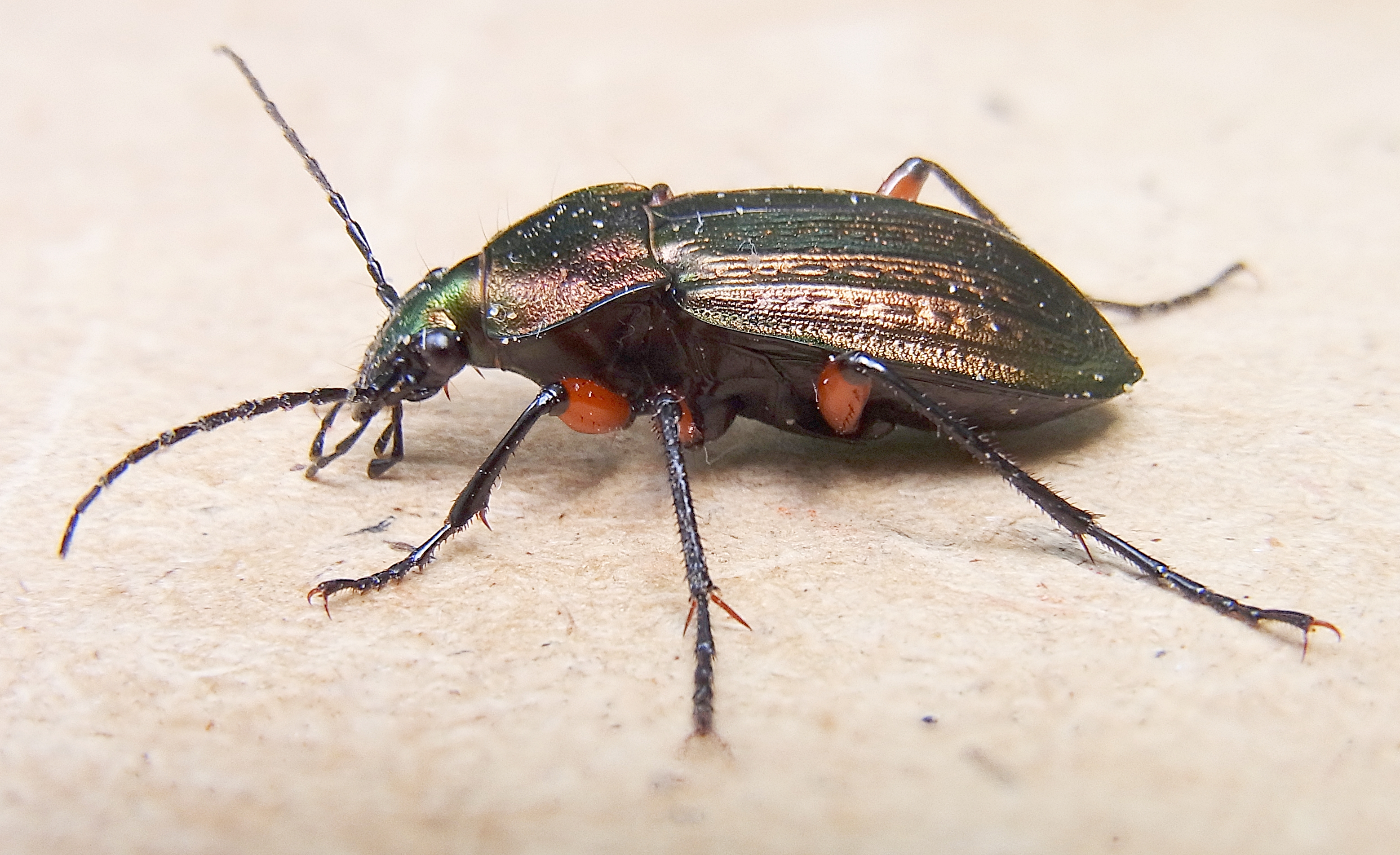